# 응급

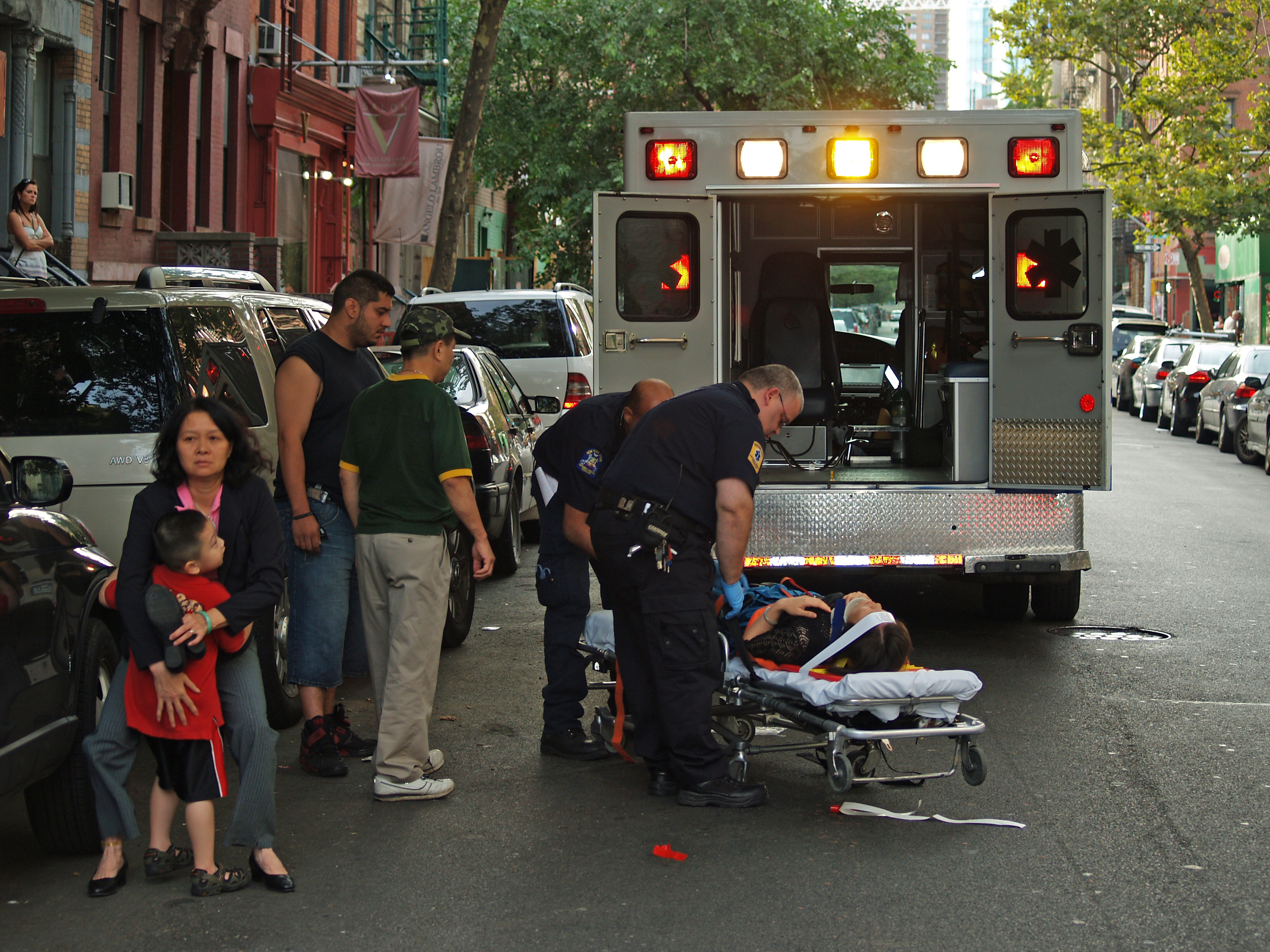
응급구조사들이 길에 쓰러진 여성을 구조하고 있다.

응급(應急, emergency)이란 질병, 분만, 각종 사고 및 재해로 인한 부상이나 그 밖의 위급한 상태로 인하여 즉시 필요한 응급처치를 받지 아니하면 생명을 보존할 수 없거나 심신에 중대한 위해가 발생할 가능성이 있는 상황을 말한다. 한국에서는 법령에 따라 응급증상과 응급환자를 규정하고 있다.

## 역사
영어 emergency의 어원은 라틴어 emergere에서 유래한 것으로 "보이지 않던 깊은 곳에서 솟아 나옴"을 뜻한다.
한국에서는 1419년 늘어난 중풍 환자의 대비를 위해 "급방(急方)"을 써붙이도록 태종이 지시했다는 기록이 있어 응급의 개념은 이미 유구했음을 알 수 있다. 1909년에는 대한의원의 의사 간호사를 "응급구호"를 위해 파견했다는 표현이 신문지상에 있다. 의학적인 의미의 응급 혹은 응급치료란 단어는 1920년대 신문에서도 빈번히 발견되는데 주로 차량에 치여 위중한 상태로 근처 병원으로 옮겨졌다는 내용이다. 법령으로는 1991년 제정된 응급의료관리규칙에서 "구급환자"를 정의하였으며 1994년 제정된 응급의료에 관한 법률에서 응급증상과 응급환자를 더 자세히 규정하였다.

## 응급증상과 응급환자
응급환자란 다음의 응급증상 및 이에 준하는 증상이 있거나, 이런 증상으로 진행할 가능성이 있다고 응급의료종사자가 판단하는 증상이 있는 사람을 말한다.

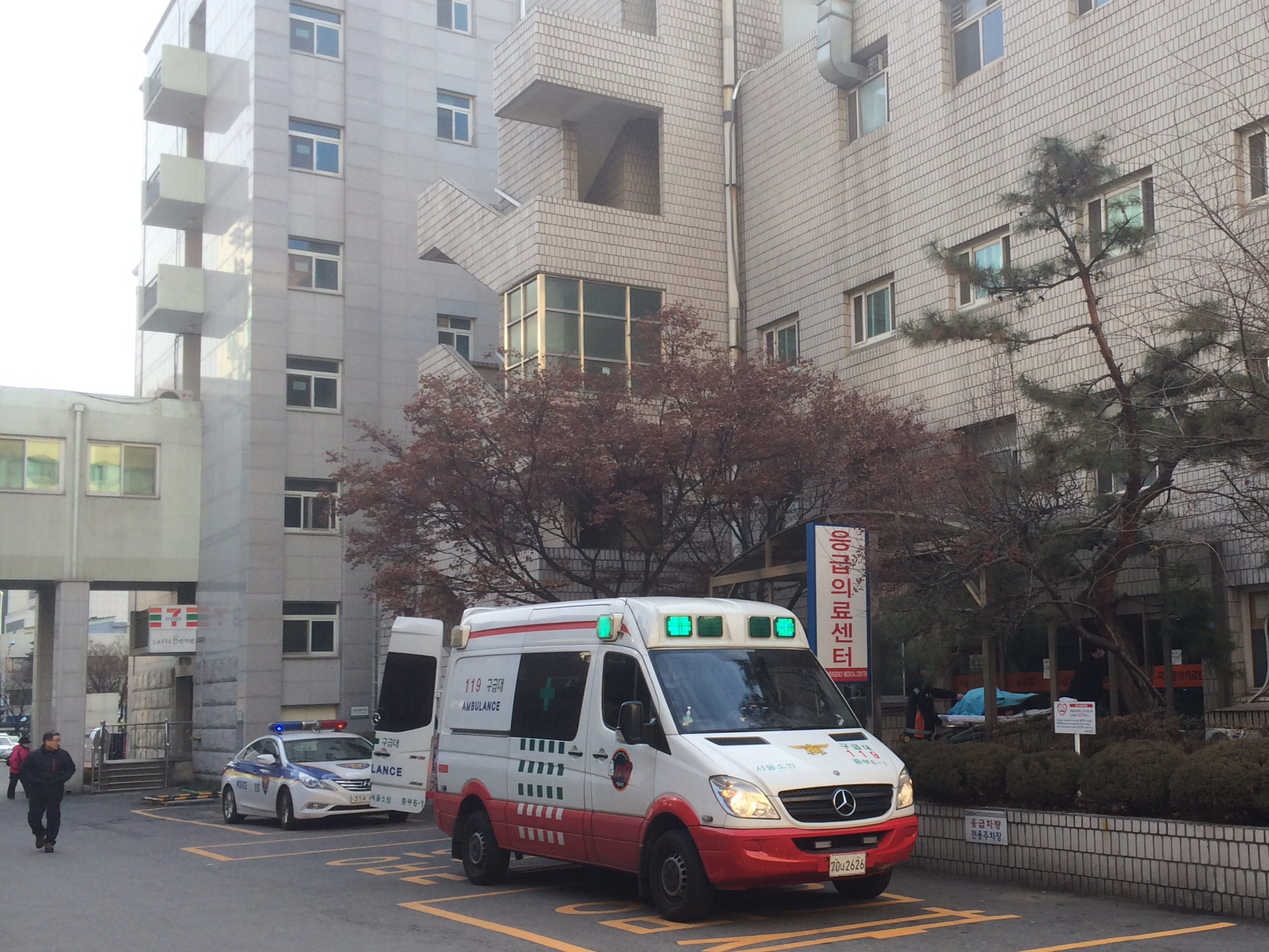
119 구급대가 국립중앙의료원 응급실에 환자를 이송하고 있다.

1. 응급증상
가. 신경학적 응급증상 : 급성의식장애, 급성신경학적 이상, 구토·의식장애 등의 증상이 있는 두부 손상
나. 심혈관계 응급증상 : 심폐소생술이 필요한 증상, 급성호흡곤란, 심장질환으로 인한 급성 흉통, 심계항진, 박동이상 및 쇼크
다. 중독 및 대사장애 : 심한 탈수, 약물·알콜 또는 기타 물질의 과다복용이나 중독, 급성대사장애(간부전·신부전·당뇨병 등)
라. 외과적 응급증상 : 개복술을 요하는 급성복증(급성복막염·장폐색증·급성췌장염 등 중한 경우에 한함), 광범위한 화상(외부신체 표면적의 18% 이상), 관통상, 개방성·다발성 골절 또는 대퇴부 척추의 골절, 사지를 절단할 우려가 있는 혈관 손상, 전신마취하에 응급수술을 요하는 중상, 다발성 외상
마. 출혈 : 계속되는 각혈, 지혈이 안되는 출혈, 급성 위장관 출혈
바. 안과적 응급증상 : 화학물질에 의한 눈의 손상, 급성 시력 손실
사. 알러지 : 얼굴 부종을 동반한 알러지 반응
아. 소아과적 응급증상 : 소아경련성 장애
자. 정신과적 응급증상 : 자신 또는 다른 사람을 해할 우려가 있는 정신장애
2. 응급증상에 준하는 증상
가. 신경학적 응급증상 : 의식장애, 현훈
나. 심혈관계 응급증상 : 호흡곤란, 과호흡
다. 외과적 응급증상 : 화상, 급성복증을 포함한 배의 전반적인 이상증상, 골절·외상 또는 탈골, 그 밖에 응급수술을 요하는 증상, 배뇨장애
라. 출혈 : 혈관손상
마. 소아과적 응급증상 : 소아 경련, 38°C 이상인 소아 고열(공휴일·야간 등 의료서비스가 제공되기 어려운 때에 8세 이하의 소아에게 나타나는 증상을 말한다)
바. 산부인과적 응급증상 : 분만 또는 성폭력으로 인하여 산부인과적 검사 또는 처치가 필요한 증상
사. 이물에 의한 응급증상 : 귀·눈·코·항문 등에 이물이 들어가 제거술이 필요한 환자

## 같이 보기
- 응급실
- 응급의학
- 응급구조사
- 구급차

## 참고 문헌
1. ↑  응급의료에 관한 법률, 제2조, 전문개정 2011.8.4.
2. ↑  Online etymology dictionary. http://www.etymonline.com/index.php?term=emergency
3. ↑  조선왕조실록, 태백산사고본,1책 2권 3장 B면. http://sillok.history.go.kr
4. ↑  의사파송, 대한매일신보, 1909년 4월 29일.
5. ↑  생명이 위독, 동아일보, 1920년 4월 21일. (네이버 뉴스 라이브러리)
6. ↑  응급의료에 관한 법률 시행규칙, 보건복지부령 제228호.